# Георгиос Хрисиидис
Георгиос Хрисиидис или Хрисидис (на гръцки: Γεώργιος Χρυσηίδης, Χρυσίδης) е гръцки учен, революционер и политик от XIX век.

## Биография
Роден е през 1799 година в паланката Полигирос на Халкидическия полуостров. По време на гръцката революция е представител на Македония и Мадемохорията в събранията в Ермиони (1827), Тризина (1827) и Аргос (1829), като на първите 2 е секретар.
Директор и редактор е на „Геники Ефимерис Еладос“ от 1827 до 31 декември 1831 г. и на „Етники Ефимерис“ (гръцкия държавен вестник) от 1832 до 1833 г. По време на мандата си се бори за запазване на обществения характер на националния печат и възразява срещу прокарването на частни интереси.
След създаването на гръцката държава се грижи за уреждането на бежанците от Македония. През 1839 г. с Анастасиос Полизоидис, Теофан Сятистевс и Панайотис Наум организира комитет за уреждане на македонците, заселили се в Неа Пела, Аталанти.
Автор е на много трудове и археологически проучвания. Също така е превел на гръцки няколко произведения на френски писатели като например Жан-Батист Сей.